# Sobeys Slam
Sobeys Slam – kobiecy turniej curlingowy, rozgrywany od 1998, zaliczany do cyklu Wielkiego Szlema. Odbywa się w New Glasgow w Nowej Szkocji. Od 1998 turniej nosił nazwę Sobeys Curling Classic, którą zmieniono wraz z powstaniem Wielkiego Szlema kobiet.

## Wyniki

### od 2006
| Rok  | Liczba drużyn         | Zwycięzca                                                           | Finalista                                                           | Pula nagród (CAD)     |
| ---- | --------------------- | ------------------------------------------------------------------- | ------------------------------------------------------------------- | --------------------- |
| 2006 | 12                    | Nancy McConnery, Sheena Gilman, Carrie Vautour, Cynthia Hirtle      | Kay Zinck, Colleen Jones, Mary Mattatall, Monica Moriarty           | 12 000                |
| 2007 | 32                    | Sherry Middaugh, Kristen Wall, Kim Moore, Andra Harmark             | Marie-France Larouche, Nancy Bélanger, Annie Lemay, Joëlle Sabourin | 54 000                |
| 2008 | 32                    | Marie-France Larouche, Nancy Bélanger, Annie Lemay, Joëlle Sabourin | Stefanie Lawton, Marliese Kasner, Sherri Singler, Lana Vey          | 60 000                |
| 2009 | Turniej nie odbył się | Turniej nie odbył się                                               | Turniej nie odbył się                                               | Turniej nie odbył się |
| 2010 | 24                    | Jennifer Jones, Kaitlyn Lawes, Jill Officer, Dawn Askin             | Chelsea Carey, Kristy Jenion, Kristen Foster, Lindsay Titheridge    | 60 000                |

### 1998 – 2005
| Rok  | Zwycięska drużyna                                               |
| ---- | --------------------------------------------------------------- |
| 2005 | Heather Strong, Shelley Nicholls, Laura Strong, Susan O’Leary   |
| 2004 | Kay Zinck, Mary Mattatall, Candace Mittelstadt, Monica Moriarty |
| 2003 | Jocelyn Palmer, Marg Cutcliffe, Sue Lohnes, Andrea Saulnier     |
| 2002 | Kathy O’Rourke, Julie Scales, Kim Dolan, Lori Robinson          |
| 2001 | Suzanne Gaudet, Robyn MacPhee, Carol Webb, Kelly Higgins        |
| 2000 | Tammi Lowther, Anne Dillon, Kate Robertson, Lisa MacRae         |
| 1999 | Colleen Jones, Kim Kelley, Mary Anne Waye, Nancy Delahunt       |
| 1998 | Mary Mattatall, Laine Peters, Kelly Anderson, Debbie Arsenault  |